# Roman Širokov
Roman Širokov (rusky Роман Николаевич Широков, * 6. července 1981, Dědovsk, SSSR) je bývalý ruský fotbalový defenzivní záložník, během aktivní kariéry hráč klubů jako CSKA Moskva nebo Zenit Petrohrad. V letech 2012 a 2013 byl zvolen ruským fotbalistou roku. Je členem Klubu Igora Netta pro hráče, kteří odehráli v ruské nebo sovětské reprezentaci více než padesát utkání.

## Fotbalová kariéra
Je odchovancem PFK CSKA Moskva. Počátky jeho kariéry byly poznamenány problémy s disciplínou a s alkoholem, teprve v angažmá v petrohradském Zenitu dokázal prodat svůj talent a dostal se do reprezentace. Na mistrovství Evropy 2008 v Rakousku a Švýcarsku nastoupil v obraně v úvodním zápase proti Španělsku, který Rusové prohráli 1:4. Širokovův výkon se stal terčem kritiky a na šampionátu, kde Rusko získalo bronzové medaile, si už nezahrál. Se Zenitem v tomto roce získal ruský titul (druhé prvenství následovalo v roce 2012), vyhrál Pohár UEFA 2007/08 a Superpohár UEFA 2008. Startoval také na mistrovství Evropy ve fotbale 2012, kde vstřelil druhou branku utkání proti České republice a přispěl tak k vítězství svého týmu 4:1. Na mistrovství světa ve fotbale 2014 pro zranění nestartoval. V únoru 2016 se vrátil do CSKA, s nímž se stal potřetí ve své kariéře mistrem Ruska.

### EURO 2016
Trenér Leonid Sluckij jej zařadil do závěrečné 23členné nominace na EURO 2016 ve Francii, kde byl kapitánem ruské reprezentace. Rusko obsadilo se ziskem jediného bodu poslední čtvrté místo v základní skupině B. Širokov odehrál na turnaji všechny tři zápasy ve skupině B.

## Osobní život
V amatérském zápase hraném 12. srpna 2020 atakoval rozhodčího poté, co mu rozhodčí neodpískal penaltu. Incident byl natočen na kameru, šlo totiž o turnaj známých osobností, ve kterém Širokov reprezentoval mužstvo stanice MatchTV, pro kterou pracoval jako expert. Stanice s ním v důsledku toho ukončila spolupráci.